# The Hidden Valley
The Hidden Valley er en amerikansk stumfilm fra 1916 af Ernest Warde.

## Medvirkende
- Valda Valkyrien.
- Boyd Marshall.
- Ernest C. Warde.